# Wola Osowa
Wola Osowa is een dorp in de Poolse woiwodschap Święty Krzyż. De plaats maakt deel uit van de gemeente Staszów en telt ca. 180 inwoners.